# The Ghost of Tom Joad
The Ghost of Tom Joad ist das elfte Studioalbum des US-amerikanischen Rockmusikers Bruce Springsteen und wurde 1995 auf Columbia Records veröffentlicht. Nach der Veröffentlichung des Albums schloss Springsteen eine Solotournee an, genannt The Ghost of Tom Joad Solo Acoustic Tour.

## Allgemeines
Tom Joad, die titelgebende Figur des Albums, ist der Protagonist von John Steinbecks Depressionsroman Früchte des Zorns, und in den Liedern wird die Trauer Springsteens hörbar, dass Amerika der Arbeiterklasse und den Zuwanderern den Rücken zugekehrt hat, wie in den Zeiten der großen Wirtschaftskrise der 1930er Jahre. Die Charaktere sind modern, aber die Geschichten sind so alt wie die große Depression, deren Chronist John Steinbeck war. Springsteen sagt selbst, dass ihn John Fords Verfilmung von Steinbecks Roman zu diesem Album inspiriert hat.
Musikalisch und textlich ist das Album in der Tradition von Nebraska zu sehen, das 1982 veröffentlicht wurde. Im Gegensatz dazu sind aber die Lieder mit einer größeren Zahl von Instrumenten arrangiert, wobei fünf Songs mit einer kompletten Band aufgenommen wurden.
Das Album erreichte in den Billboard Album Charts nur Platz 11 und unterbrach damit die Reihe der Spitzenplätze der Vorgängeralben.

## Titelliste
Text und Musik: Bruce Springsteen
1. The Ghost of Tom Joad – 4:26
2. Straight Time – 3:30
3. Highway 29 – 3:44
4. Youngstown – 3:57
5. Sinaloa Cowboys – 3:52
6. The Line – 5:19
7. Balboa Park – 3:21
8. Dry Lightning – 3:37
9. The New Timer – 5:49
10. Across the Border – 5:29
11. Galveston Bay – 5:06
12. My Best Was Never Good Enough – 1:59

## Auszeichnungen
Die Zeitschrift Rolling Stone nahm das Album in ihre Liste "Essential Recording of the 90's" auf, im Q Magazine zählte es zu den 50 besten Alben des Jahres 1995; für das Mojo Magazine ist es einer von "100 Modern Classics". 1997 erhielt das Album den Grammy Award als "Best Contemporary Folk Album".

## Kritik
- Rolling Stone Magazine - Mikal Gilmore: „... Springsteen has given voice to people who rarely have one in this culture.“ („...gibt Springsteen denen eine Stimme, die in dieser Kultur nur selten eine haben.“)[6]
- Melody Maker (18. 11. 1995, S.37): „...12 fables...[that] illuminate how the outside forces of chance and fate shape personal destiny...“ („12 Fabeln, die beleuchten, wie äußere Mächte die Chancen und Geschicke der Menschen beeinflussen.“)[2]
- New Musical Express (18. 11. 1995, S.46): „...With THE GHOST OF TOM JOAD, Springsteen has...re-established himself as a moving voice in a tradition of social documentary...“ („Mit The Ghost of Tom Joad hat sich Springsteen wieder als bewegende Stimme in der Tradition der Sozialreportage zurückgemeldet.“)[2]
- AMG: „..one of Springsteen's most deeply personal works“ („...eines von Springsteens persönlichsten Werken“)[3]

## Kommerzieller Erfolg

### Chartplatzierungen
| ChartsChartplatzierungen       | Höchstplatzierung | Wochen |
| ------------------------------ | ----------------- | ------ |
| Deutschland (GfK)              | 22 (23 Wo.)       | 23     |
| Österreich (Ö3)                | 13 (16 Wo.)       | 16     |
| Schweiz (IFPI)                 | 8 (14 Wo.)        | 14     |
| Vereinigte Staaten (Billboard) | 11 (14 Wo.)       | 14     |
| Vereinigtes Königreich (OCC)   | 16 (21 Wo.)       | 21     |

| ChartsJahrescharts (1995)    | Platzierung |
| ---------------------------- | ----------- |
| Vereinigtes Königreich (OCC) | 90          |

| ChartsJahrescharts (1996) | Platzierung |
| ------------------------- | ----------- |
| Deutschland (GfK)         | 85          |

### Auszeichnungen für Musikverkäufe
| Land/Region                  | Auszeichnungen für Musikverkäufe (Land/Region, Auszeichnung, Verkäufe) | Verkäufe  |
| ---------------------------- | ---------------------------------------------------------------------- | --------- |
| Australien (ARIA)            | Gold                                                                   | 35.000    |
| Brasilien (PMB)              | Gold                                                                   | 100.000   |
| Europa (IFPI)                | Platin                                                                 | 1.000.000 |
| Frankreich (SNEP)            | Gold                                                                   | (100.000) |
| Kanada (MC)                  | Gold                                                                   | 50.000    |
| Norwegen (IFPI)              | Gold                                                                   | (25.000)  |
| Österreich (IFPI)            | Gold                                                                   | (25.000)  |
| Spanien (Promusicae)         | Platin                                                                 | (100.000) |
| Vereinigte Staaten (RIAA)    | Gold                                                                   | 500.000   |
| Vereinigtes Königreich (BPI) | Gold                                                                   | (100.000) |
| Insgesamt                    | 8× Gold · 2× Platin ·                                                  | 1.685.000 |

Hauptartikel: Bruce Springsteen/Auszeichnungen für Musikverkäufe